# 羽庭
羽庭（1985年3月21日—）原名廖欣宁，出生于臺灣台北市，华冈艺术学校毕业，女模特儿、替身演员、類戲劇演員和电视节目主持人，被誉为“替身女王”。

## 简介
羽庭早年在华冈艺校毕业，21岁时因担任澳门演员梁洛施的替身演员爆紅，成为替身演员和模特儿，同时也是电视节目主持人。2011年，羽庭拍攝首本全裸寫真集《替身》，完全不清場，也未做任何保護措施；她說，脫星與寫真女星是兩回事，她不怕被定型，只希望趁年輕留下作品。

## 戲劇
| 年份   | 頻道       | 劇名                                   | 飾演             |
| ------ | ---------- | -------------------------------------- | ---------------- |
| 2003年 | 民視       | 藍色水玲瓏                             | 多部單元皆有演出 |
| 2004年 | 民視       | 新玫瑰瞳鈴眼台南哀愁夫人               |                  |
|        | 民視       | 新玫瑰瞳鈴眼迷失的鳳凰                 | 文文             |
|        | 民視       | 新玫瑰瞳鈴眼血腥囈語                   | 李蔓             |
|        | 民視       | 新玫瑰瞳鈴眼禁錮的愛                   | 林滿鈺           |
|        | 民視       | 藍色水玲瓏土公仔狀元                   | 惠子             |
|        | 民視       | 藍色水玲瓏豬哥煞                       | 水秀             |
|        | 民視       | 藍色水玲瓏惡靈情人                     | 江美娜           |
|        | 民視       | 藍色水玲瓏血桔子                       | 雪子             |
|        | 民視       | 藍色水玲瓏回陽女牽魂                   | 陳牡丹           |
|        | 民視       | 藍色水玲瓏血魂簪                       | 幼美             |
| 2006年 | 民視       | 藍色水玲瓏鬼妻                         | 高麗美           |
| 2006年 | 民視       | 藍色水玲瓏櫃子裡的女人                 | 王英英＆芬芬     |
| 2006年 | 民視       | 藍色水玲瓏吃鬼                         | 李鳳琴           |
|        | 民視       | 藍色水玲瓏鬼轎                         | 陳青青           |
|        | 民視       | 藍色水玲瓏神鬼瘋                       | 阿鏡             |
| 2007年 | 民視       | 藍色水玲瓏抽鬼籤                       | 陳碧珍           |
| 2007年 | 民視       | 藍色水玲瓏西瓜有鬼                     | 阿瓜             |
| 2007年 | 民視       | 藍色水玲瓏當鋪有鬼之白紗魅影           | 陳秋蓉           |
| 2003年 | 華視       | 千金百分百                             |                  |
| 2004年 | 民視       | 意難忘                                 |                  |
| 2005年 | 民視       | 紅色女人花內壢驚魂夫人                 | 張雪芬           |
| 2005年 | 民視       | 紅色女人花誘惑枕邊人                   | 柯孟柔           |
| 2005年 | 三立台灣台 | 金色摩天輪                             |                  |
| 2005年 | 台視       | 蝴蝶密碼鏡頭裡的真相                   | 卓美蘭           |
| 2005年 | 台視       | 蝴蝶密碼人頭不見了                     | 家芊             |
| 2005年 | 台視       | 蝴蝶密碼鬼戀                           | 徐秀婷           |
| 2005年 | 台視       | 蝴蝶密碼奪命鬼手                       | 曉潔             |
| 2005年 | 台視       | 蝴蝶密碼死亡時刻                       | 莊美芳           |
| 2005年 | 台視       | 蝴蝶密碼危機第六感                     | 黃雅慧           |
| 2005年 | 台視       | 蝴蝶密碼鬼歌                           | 敏萱             |
| 2005年 | 台視       | 蝴蝶密碼 紅塵傳奇~鬼娃娃               | 吳珮君           |
| 2005年 | 台視       | 蝴蝶密碼十點狼人                       | 安雅             |
| 2005年 | 台視       | 蝴蝶密碼魔戒                           | 女鬼             |
| 2005年 | 台視       | 蝴蝶密碼 都會魔女~出租女郎             | 陳德筠           |
| 2005年 | 台視       | 蝴蝶密碼 都會魔女~檳榔辣西施           | 曉蘭             |
| 2005年 | 台視       | 蝴蝶密碼 紅塵傳奇~遺忘的記憶           | 趙琳蕙           |
| 2005年 | 台視       | 蝴蝶密碼 紅塵傳奇~色鬼在我家           | 紫玉             |
| 2005年 |            | 明月照紅塵                             |                  |
| 2005年 | 大愛電視台 | 阿桃                                   |                  |
| 2005年 | 三立台灣台 | 鳥來伯與十三姨                         |                  |
| 2006年 | 三立台灣台 | 戲說台灣孝子雷公蛋                     | 電母             |
| 2006年 | 三立台灣台 | 天下第一味                             |                  |
| 2006年 |            | 超級拍檔                               |                  |
| 2006年 | 民視       | 夫妻天註定                             | 琪琪             |
| 2006年 | 民視       | 愛                                     |                  |
| 2007年 | 八大第一台 | 第一劇場回魂夜                         | 玉卿             |
| 2007年 | 八大第一台 | 第一劇場陰間情緣                       | 杏花             |
| 2007年 | 八大第一台 | 第一劇場人面鬼心                       | 淑惠＆彩鳳       |
| 2007年 | 三立台灣台 | 我一定要成功                           |                  |
| 2007年 | 大愛電視台 | 回甘人生味                             | 寶寶             |
| 2008年 | 華視       | 歡喜來逗陣                             | Joyce            |
| 2008年 | 大愛電視台 | 愛，有你來作伴                         | 王淑美           |
| 2009年 | 大愛電視台 | 台九線上的愛                           |                  |
| 2009年 | 中視       | 閃亮的日子                             | 麗淑             |
| 2009年 | 三立台灣台 | 天下父母心                             | 遇見縣長的客人   |
| 2009年 | 民視       | 娘家                                   |                  |
| 2009年 | 華視       | 魔女18號                               | Joyce            |
| 2009年 | 大愛電視台 | 幸福一牛車                             |                  |
| 2010年 | 公共電視台 | 痞子老情人                             | 曾美麗           |
| 2010年 | 大愛電視台 | 愛的練習題                             |                  |
| 2011年 | 大愛電視台 | 我愛美金                               |                  |
| 2011年 | 大愛電視台 | 畫人生                                 | 張秀盆           |
| 2012年 | 三立台灣台 | 雨夜花                                 | 美蓮             |
| 2012年 | 台視       | 女人花                                 | GIGI（女警D）    |
| 2013年 | 三立台灣台 | 戲說台灣諸羅文財神之第三單元天雷打金環 | 彭美香           |
| 2014年 | 三立台灣台 | 戲說台灣金門鬼班長                     | 李文音           |
| 2014年 | 八大第一台 | 民間劇場千里紅線姻緣路                 | 朱瓊花           |
| 2014年 | 八大第一台 | 民間劇場線仙牽紅線                     | 陳雪梅           |
| 2014年 | 三立台灣台 | 戲說台灣大肚媽求子奇譚                 | 近藤阿雪         |
| 2015年 | 三立台灣台 | 戲說台灣烏頭祖師爺                     | 五通神           |
| 2015年 | 三立台灣台 | 戲說台灣雙生口水王                     | 陳金枝           |
| 2015年 | 三立台灣台 | 戏说台湾真假判官                       | 艳红             |
| 2015年 | 三立台灣台 | 戏说台湾糊涂阴差点鸳鸯                 | 邱美霞           |
| 2016年 | 民視       | 春花望露                               | 肉圓（ep3,ep5）  |
| 2016年 | 三立台灣台 | 戏说台湾澎湖小福官                     | 李凤仙           |
| 2016年 | 三立台灣台 | 戏说台湾尊王公的眼泪                   | 阿赤             |
| 2016年 | 台視       | 加油！美玲                             | 阿娟             |
| 2017年 | 三立台灣台 | 戏说台湾水鬼告城隍                     | 阿秀             |
| 2017年 | 三立台湾台 | 戏说台湾尊王公借寿                     | 玉珠             |
| 2018年 | 三立台湾台 | 戏说台湾大莆林水鬼                     | 陈丽娟           |
| 2018年 | 大愛       | 智子之心                               | 張素卿           |
| 2019年 | 三立台灣台 | 戲說台灣 水仙女轉乾坤                  | 虹姨             |
| 2019年 | 三立台灣台 | 戲說台灣 椅仔姑送肉粽                  | 黃寶珠           |
| 2020年 | 三立台灣台 | 戲說台灣 赤面的咒讖                    | 邱月桃           |
| 2020年 | 台視       | 生生世世                               | 燕秋             |
| 2020年 | 三立台灣台 | 戲說台灣 旱溪媽破三劫                  | 免惜             |
| 2021年 | 三立台灣台 | 戲說台灣 城隍報恩                      | 玉環姐           |
| 2022年 | 三立台灣台 | 戲說台灣 扁擔觕剪刀                    | 尤夫人           |
| 2023年 | 三立台灣台 | 戲說台灣 獅王會十甲                    | 土地婆           |
| 2023年 | 三立台灣台 | 戲說台灣 龍太子報親恩                  | 海珍珠           |
| 2023年 | 三立台灣台 | 戲說台灣 安平王爺採船                  | 林心蓮           |
| 2023年 | 三立台灣台 | 戲說台灣 逆轉輪迴                      | 媽媽桑           |
| 2024年 | 三立台灣台 | 戲說台灣 蟾蜍仙解宿怨                  | 蟾蜍鳳娘         |
| 2024年 | 三立台灣台 | 戲說台灣 喜神救新娘                    | 關玉琴           |

## 微電影
- 2013年《倆個人如果在一起》飾模特兒
- 2013年《龍套之王》

## 廣告
- 2018年 深浦藥品 深浦筋骨靈-母女篇[5]

## 电视节目
- 《周日8点党》外景主持人
- 《天才向前衝》助理主持人
- 《哈林國民學校》數學題數字女郎

## 写真集
- 《替身》，鸿霖国际2011年8月8日出版，ISBN 978-986-80035-6-9[1]
- 《雨停》，質男幫文化2018年出版，無ISBN
- 《溺愛羽庭》，為了公益而付而拍攝，2023年出版，無ISBN

## 奖项荣誉
2011年，羽庭成为Google搜索十大名人。

## 外部連結
- 羽庭的Facebook專頁